# Spirorbis bifurcatus
Spirorbis bifurcatus är en ringmaskart som beskrevs av Knight-Jones 1978. Spirorbis bifurcatus ingår i släktet Spirorbis och familjen Serpulidae. Inga underarter finns listade i Catalogue of Life.